# LBG Sicilia Ingredients
LBG Sicilia Ingredients est une entreprise italienne, basée à Raguse,  spécialisée dans la production de farine de caroube et la préparation de mélanges de  stabilisateurs alimentaires utilisés principalement pour les crèmes glacées, les fromages crémeux, les sauces et les condiments. Il s'occupe également de la préparation de protéines végétales ,. Le nom de l'entreprise est Lbg Sicilia ingrédients, ou les initiales de locust bean gum, gomme de graines de caroube.

## Histoire
Giovanni Carlo (connu sous le nom de Giancarlo) Licitra, après avoir travaillé pour Ford of Europe en Angleterre et en Italie, s'occupant du marketing et de la finance est retourné en Sicile pour créer sa propre entreprise. Le père de Giancarlo Licitra possédait une entreprise de vente de caroubes et l'idée de son fils était donc de réaliser la transformation industrielle de ces matières premières. En 2001, « LBG Sicilia Ingrédients » est fondée, devenant ainsi le deuxième producteur mondial du secteur,.

## Production
L'entreprise produit un additif naturel obtenu à partir des graines de caroube appelé « E410 » qui est utilisé dans de nombreuses préparations alimentaires industrielles. Il s'occupe également de la préparation de protéines végétales et des mélanges d'ingrédients stabilisants qui contiennent non seulement de la farine de graines de caroube, mais également d'autres produits que l'entreprise achète et mélange sur demande spécifique auprès de grandes industries alimentaires telles que Unilever, Nestlé, Muller ou Lactalis,.

## Exportations et importations
L'entreprise exporte ses produits dans 90 pays (il y en avait 80 jusqu'en 2019) et 95 % de son chiffre d'affaires provient de l'étranger.
Outre les fruits italiens, l'entreprise importe des matières premières de la zone méditerranéenne, principalement de Espagne, Maroc et Grèce ainsi que du Portugal.